# 中國電視公司電視城
中國電視公司電視城（英語：CTV Exhibition Center）是中國電視公司（中視）創辦的台灣博物館史上第一個電視博物館，簡稱中國電視城，設於中國電視大廈（以下簡稱「中視大樓」）四樓，1989年2月2日開幕，1990年10月停止營業。

中國電視城入口

## 概要

中國電視城開幕典禮

中國電視城是中視參考日本放送協會（NHK）的NHK攝影棚公園與韓國放送公社（KBS）總部的電視參觀帶之後所設立的電視展覽館。1989年2月2日10:00，中國電視城開幕，中國國民黨秘書長李煥與中視董事長馬樹禮聯合剪綵，開放觀眾購票參觀。中國電視城設於中視大樓四樓，佔地約一千坪，淨面積大約900坪，設有獨立的出入口與獨立的參觀道，是一個完全獨立的空間；並設置一個綜藝攝影棚與兩個戲劇攝影棚的參觀窗，開放觀眾參觀節目錄影實況且不致干擾錄影。中國電視城開幕同時舉辦「電視科技特展」，讓觀眾體驗電視節目的製播與發展。依據《中華民國電視年鑑第六輯：民國七十七年至七十八年》刊載的中視官方數據，截至1989年12月底，已有58萬多人參觀中國電視城。
中視曾委託中國電視城舉辦「電視攝錄影剪輯實務進修講座」，以中視多年來製作及拍攝電視節目之經驗，並選邀師資，提供最新器材設備，培訓電視攝錄及剪輯之專業人才。
1987年1月23日，中視文化公司《掃描線周刊》刊登專文，把七先生與武媚娘漫畫化，以他們之間的對話向讀者介紹中國電視城。1990年10月，因考慮中國電視城營運與安全難以兼顧，經審慎檢討評估後，中國電視城停止營業。中國電視城停止營業之後，2000年代上半期，中視文化公司總部從台北市大安區仁愛路三段19號1樓（百齡大廈）遷入中國電視城原址。2007年12月，中視文化公司總部遷至中視第二大樓五樓。

## 結構
中國電視城分為「中視環廊」、「新聞館」、「節目館」、「電視博物館」、「特效館」、「多媒體館」、「奇妙的電視屋」與「休閒區」等部位。
中視環廊
「中視環廊」展示項目有「進門上電視」、「貝貝劇場」、「面面都是戲」、「明星環廊」、「《靈山神箭》裡的怪獸和特技」、「360度環形景觀攝影」、「中視的姊妹台」、「世界三種彩色電視系統的比較」、「金鐘之窗」、「大螢幕」與「幸運觀眾計數顯示器」。
「進門上電視」是在中國電視城入口處設置一台250吋彩色電視機，其在中國電視城開幕當天播的是李煥演講實況。「幸運觀眾計數顯示器」是在「天官賜福」雕像雙手中安裝一組紅外線感應器統計及顯示參觀人數，在參觀人數每滿一萬人時自動開啟雕像頭上的綵球，綵球開啟後會飄下一堆彩紙與一張幸運彩券；參觀者憑彩券到城內紀念品店即可免費兌換一台柯尼卡相機，但中視員工不得兌換。
從「中視環廊」搭乘電扶梯上四樓，即可進入城內。城內以不同顏色標示各展覽館之性質：綠色是「新聞館」，黃色是「節目館」，紅色是「電視博物館」，藍色是「特效館」，灰色是「休閒區」。
新聞館
「新聞館」以16台電視機展示全球各國的電視節目，以大耳朵、中耳朵與小耳朵接收全球各國的電視節目。「新聞館」展示項目有「祭孔大典轉播實況模型」、「越洋轉播世界棒球賽的線路圖」、「電傳新聞」、「電傳視訊」、「電視新聞哪裡來」、「電視新聞怎麼製作的」、「體育轉播」、「中視氣象台」、「出生入死的記者」、「客串主播記者」、「客串氣象播報員」、「影像實驗室」等。「祭孔大典轉播實況模型」是小人國主題樂園提供的。
「中視新聞中心 青雲劇場」仿造中視新聞的主播檯，讓參觀者客串中視主播；參觀者可請服務人員拍攝自己客串中視主播的彩色電腦傳真照片，但須支付工本費新台幣數十元。
節目館
「節目館」是全城最大的展覽館，展示項目有「電視節目製作流程」、「電腦字幕」、「節目的播映和品管」、「影集的選購、翻譯和配音」、「卡通的原理、原畫與背景」、「卡通攝影機」、「倒置的空間」、「音響實驗室」、「劇裝展示屋」、「電視節目的美術作業」、「美術圖卡的製作」、「美術道具圖」、「大家一起來演戲」、「大家一起來作秀」、「影棚參觀區」、「現場指導的手語」、「中視八個攝影棚及其裝備」、「節目的副控作業」、「節目的錄影作業」等。
「倒置的空間」簡稱「倒置屋」，是一個地板在上、天花板在下的房間，配合鏡頭的運用即可營造飛簷走壁的畫面。「音響實驗室」是利用振幅調變、頻率改變或重複播放等方式改變參觀者的聲音。「劇裝展示屋」是仿造中視服裝間設置的服裝美術館，讓參觀者了解各節目所需服裝的保存方式；參觀者可以借這些服裝來穿，在城內幾個特定區（例如唐朝宮廷景、森林景等）裡拍照留念。「影棚參觀區」是參觀者只能透過參觀窗觀看的區域，可以看到第一攝影棚與第三攝影棚的實際錄影情形；而第一攝影棚是中視最大的綜藝棚，第三攝影棚是中視最大的戲劇棚。
全城有三個攝影棚比例模型：八點檔連續劇《陳圓圓》、益智節目《大家一起來》與綜藝節目《歡樂假期》的錄影現場。
電視博物館
「電視博物館」展示項目有「中外電視發展簡史」、「電視的原理」、「電視機的結構與試播」、「攝錄影機的發展」、「超小型攝影機」、「錄影帶的種類」、「超級VHS」、「數位電視」、「影碟機」、「太陽能電視與太陽能收音機」、「液晶電視」、「隨身看錄放影機」、「立體電視」、「磁卡相機」、「小耳朵拉近了世界的距離」、「中國第一座33⅓轉播唱機與唱片」、「節目的播出中樞」、「中視的發射台」、「立體雷射成像」。
多媒體館
「多媒體館」經常放映多媒體幻燈片，且展示投影電視、電視牆；每逢例假日，常邀請明星於該館表演。
特效館
「特效館」介紹電腦與電視結合以後的發展，展示項目有「電腦世界」、「電腦影像處理」與「奇幻人間」。「電腦世界」以電腦展示電視節目收視率、唱片銷量、錄影帶銷量、電影票房等，「電腦影像處理」讓觀眾與電腦中的明星影像合拍一張照片，「奇幻人間」可以讓觀眾與卡通中的虛構角色合拍一張照片。
「奇幻人間」是利用電視鑲嵌技術，參觀者站在攝影機前，服務人員拍下參觀者影像後選擇播放其他背景的錄影帶，將參觀者影像與背景重疊，可以產生人力無法達成的佈景效果，例如在海底走路。
休閒區
「休閒區」設有餐飲區與電腦輔助教學（computer-assisted instruction，簡稱CAI）設備，後者可讓兒童在電腦遊戲中學習英文、數學與唐詩三百首。
口
口設有紀念品店與一個免費為參觀者蓋紀念章的小木偶，出口畫廊常態舉辦畫展與攝影展。小木偶會說國語；紀念章上標示民國紀元的參觀年份與參觀季節，格式如「中華民國78年春」。
紀念品店販賣電視節目錄影時常用的道具。小木偶是耗資日幣三百萬元購入的，會在蓋紀念章時向參觀者說：「您好！我是您的好朋友小木偶。謝謝您光臨中國電視城，現在讓我為您蓋上紀念郵戳。希望我們的服務能為您留下愉快的回憶！我們會時常更新展覽內容，歡迎您再度光臨，謝謝！」

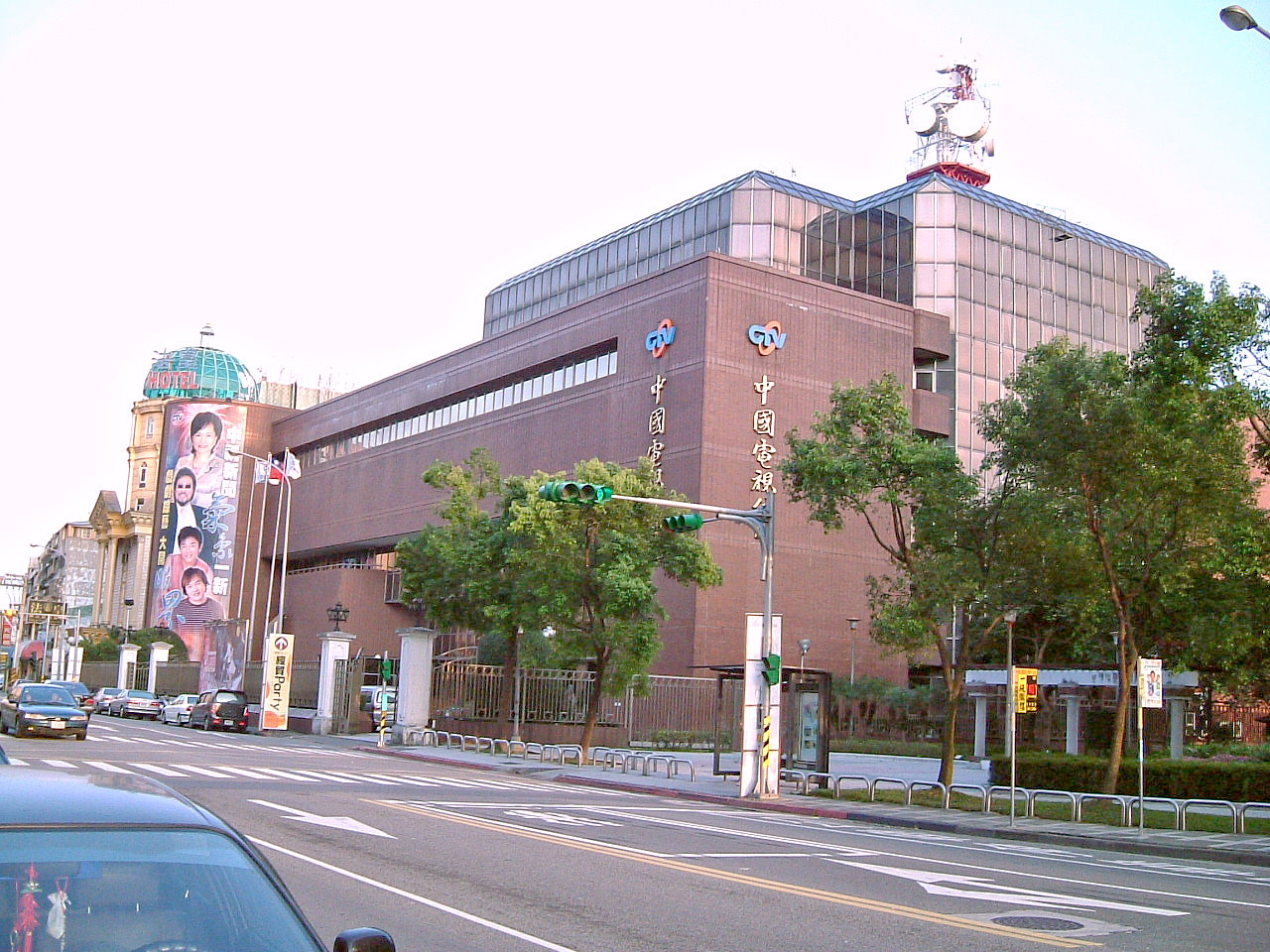
中視大樓四樓是中國電視城原址所在地
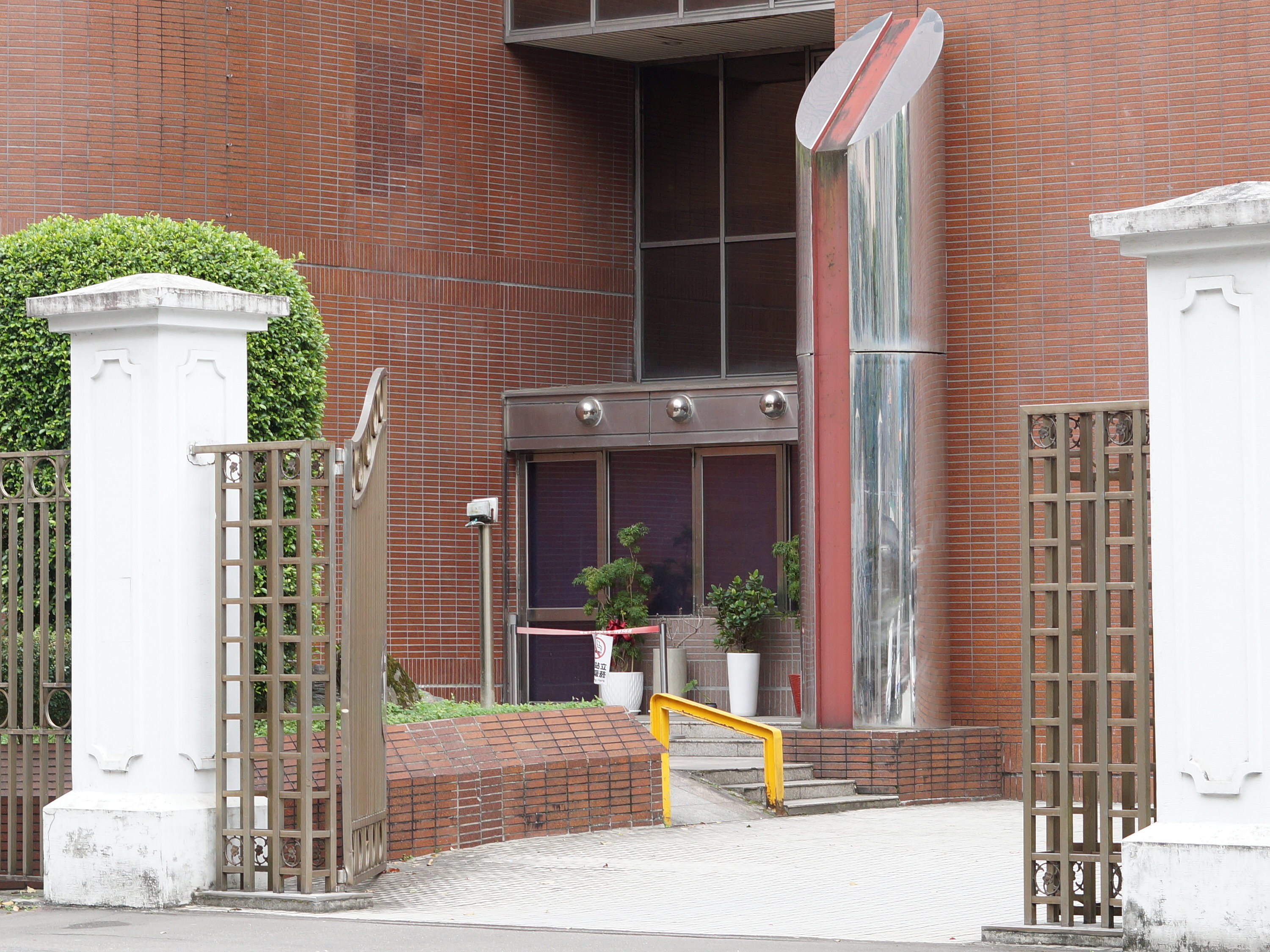
中國電視城結束營業後的中國電視城入口
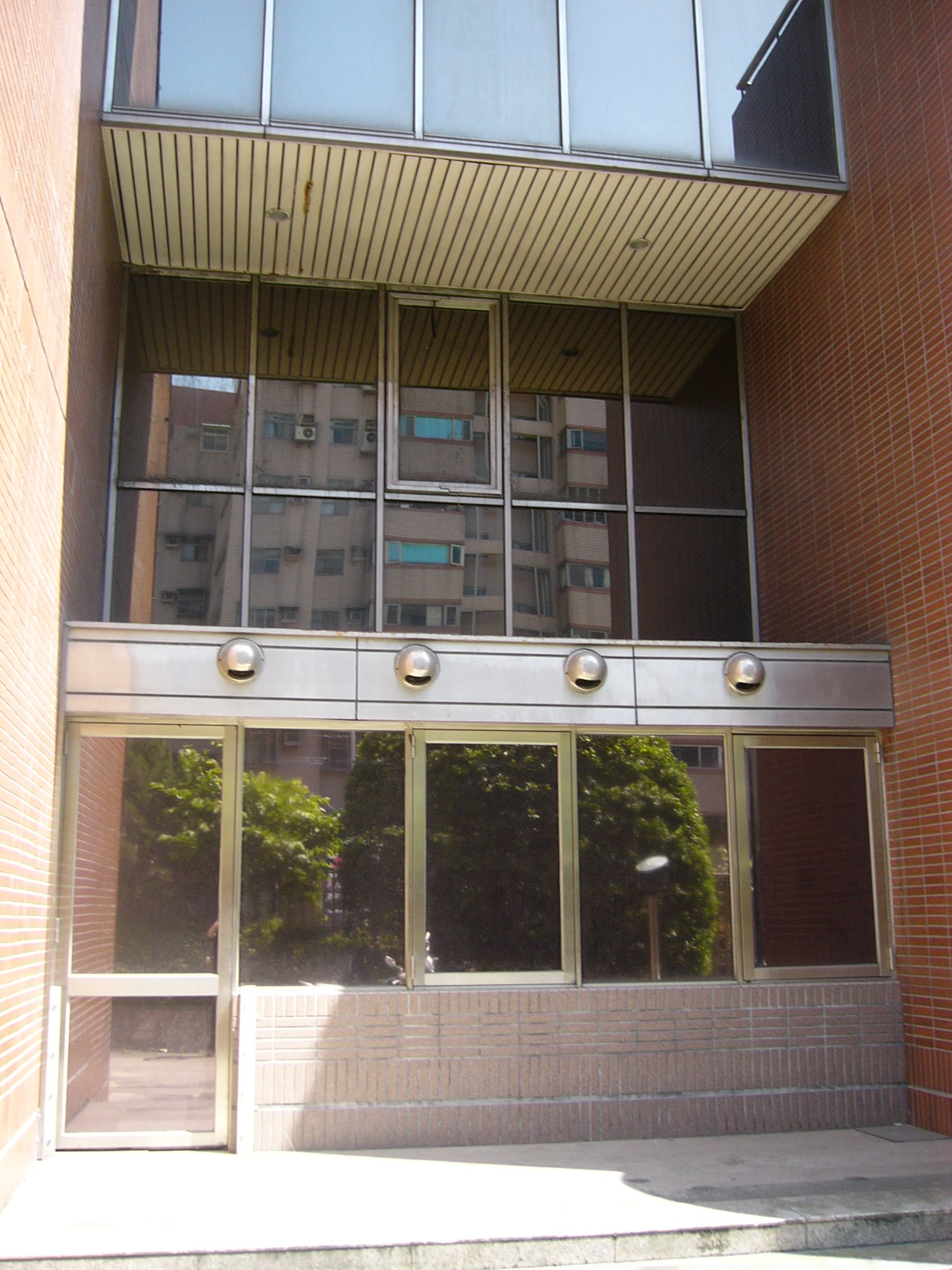
中國電視城結束營業後的中國電視城入口近照

## 特色展示品
立體魔幻電視
中國電視城的一個頗具特色的展示品是中視工程部於1989年10月29日研發完成的「國產第一台立體魔幻電視」，是將電視上的人物影像透過半透明鏡子（half mirror）照射在實物上，產生虛實難分的效果。立體魔幻電視的節目包括：①主持人曾慶芳與浣熊的對話，②伍思凱演唱〈生日快樂〉，③一群兒童表演的台灣民謠〈丟丟銅仔〉及民族舞蹈。
錄影前，先訂製一個給立體魔幻電視使用的封閉木架，木架內外都被漆黑，木架內佈置的實物有錄放影機、花瓶、小玩偶、小葫蘆與一些小擺飾物，燈光吊在木架內上方以專門投射實物。木架內中間有一面以45度角擺放的半透明鏡子，滲透率與反射率各為50%，下方放置一台電視機，電視螢幕四周都被黑板遮住。
錄影時，攝影棚中間作一個高台。台上及四周，包括背景，都以黑色布幕佈置。表演者儘量穿著彩色鮮明或白色亮麗的衣服。攝影的同時，比對鏡子上的表演者與實物是否都在一定的位置上；比對好了，就會出現立體效果。攝影完成後，運用Ampex影像特效機（Ampex Digital Optics，簡稱ADO）把畫面反過來，原來的左邊變成了右邊，原來的右邊變成了左邊。以錄放影機播放影像，電視螢幕上呈現的影像是反的；但是反射在半透明鏡子上的影像，由於負負得正，就變成正的。觀眾從窗口向內看，就會看到電視機裡的表演者在實物上表演了。
智慧機器人
這是中國電視城委託國立中央大學光電研究所教授張榮森設計製造的機器人，是中視開播20週年的獻禮。它是一個「非工業用機器人」，有遙控傳輸系統可以和主人互通，作引導、警衛、趣味問答等服務。它會走路、點頭、搖頭，有辨識能力，會與人打招呼、握手、合照。它的外型看似古代中國的將軍，是全球第一個具有東方造型的機器人。為了設計製造它，張榮森組成了一個工作小組，成員包括張培鑫、李宏財、劉志輝等。
張榮森介紹，這個機器人是一個「非工業用機器人」，它有攝影機可以觀察四周，有遙控傳輸系統可以和主人互通，做引導、警衛、趣味問答等服務。張榮森說，它的製造過程是：「今年（1989年）7月初，中視鍾總經理（鍾湖濱）把他的構想告訴我，委託我設計一個在電視城內服務的機器人。我們也認為國內第二代的機器人（的時代）應該開始了，隨即展開設計的工作。由於求好心切，機器人製造過程中，曾經多次修改，增加許多功能，如保護系統的裝置、電池的改裝、攝影機性能的加強。幾乎所有零件試了又換、換了又試，投入時間、器材、費用、人力都超過預期三倍以上；其間由於中國電視城及中視工程部的支持，方能一一克服困難，終於使它誕生。」
1989年10月31日，這個機器人常駐中國電視城表演；同日15:00，中視在中視大樓中庭舉辦20週年慶祝酒會，它在會中招待貴賓；同日晚間，它在中視20週年晚會《巨星燦爛》中亮相。
中視綜藝節目《歡樂假期》末代佈景環景攝影照片
台灣攝影工程師黃耿昭將全景相機裝上腳架，擺在《歡樂假期》末代佈景中央，拍攝成一幅長13.96公尺、寬2.5公尺的環景攝影照片，嵌入中國電視城的環廊長期展示；參觀者走入其間，就像置身在《歡樂假期》攝影棚內。這張照片是黃耿昭專程寄往瑞士沖洗的。